# Chủ tịch Ủy ban châu Âu
Chủ tịch Ủy ban Châu Âu, còn được gọi là chủ tịch Hội đồng Ủy viên hoặc ủy viên chính, là người đứng đầu Ủy ban châu Âu, cơ quan hành pháp của Liên minh châu Âu. Chủ tịch Ủy ban châu Âu lãnh đạo Đoàn Uỷ viên và có quyền bổ nhiệm, phân công, miễn nhiệm các ủy viên. Hội đồng Ủy viên chỉ đạo bộ máy cán bộ của Ủy ban châu Âu, xác định chương trình nghị sự chính sách và quyết định các đề xuất lập pháp của Ủy ban châu Âu. Ủy ban châu Âu là cơ quan duy nhất có quyền trình dự luật Liên minh châu Âu.
Chủ tịch Ủy ban châu Âu thay mặt Liên minh châu Âu về đối ngoại cùng với chủ tịch Hội đồng châu Âu và Đại diện cấp cao của Liên minh châu Âu về chính sách đối ngoại và an ninh. Chức vụ chủ tịch Ủy ban châu Âu được thành lập vào năm 1958. Chủ tịch Ủy ban châu Âu do Nghị viện châu Âu bầu theo đề cử của Hội đồng châu Âu. Nhiệm kỳ của chủ tịch Ủy ban châu Âu là năm năm. Chủ tịch Ủy ban châu Âu mỗi năm trình bày Thông điệp Liên minh châu Âu trước Nghị viện châu Âu.
Tháng 7 năm 2019, Hội đồng châu Âu đề cử Ursula von der Leyen kế nhiệm Jean-Claude Juncker. Bà được Nghị viện châu Âu bầu làm chủ tịch Ủy ban châu Âu vào ngày 16 tháng 7 và nhậm chức vào ngày 1 tháng 12 năm 2019 sau khi Hội đồng Ủy viên do bà đề cử được Nghị viện châu Âu phê chuẩn.

## Lịch sử

### Thành lập

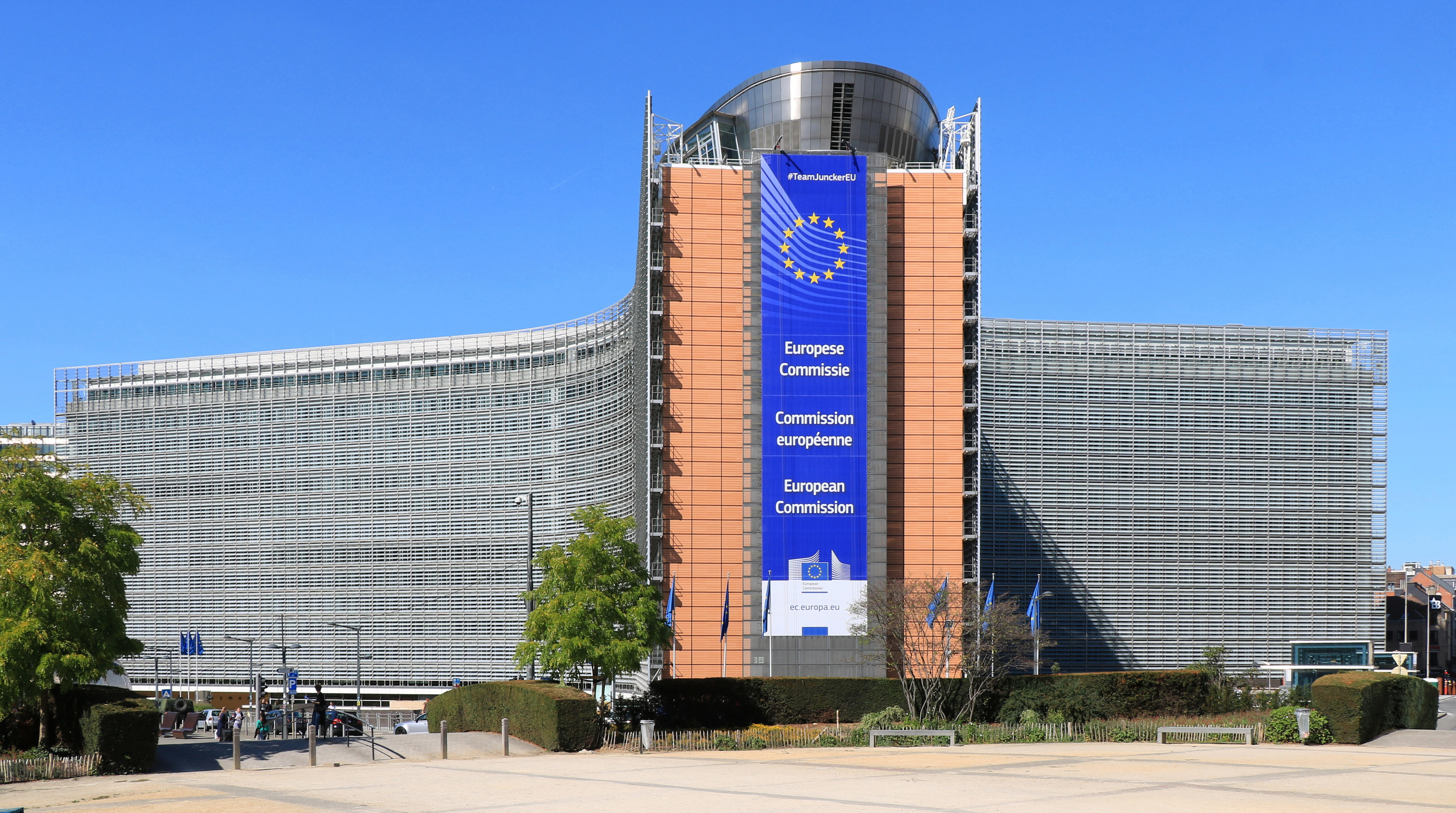
Tòa nhà Berlaymont tại Bruxelles là trụ sở Ủy ban châu Âu

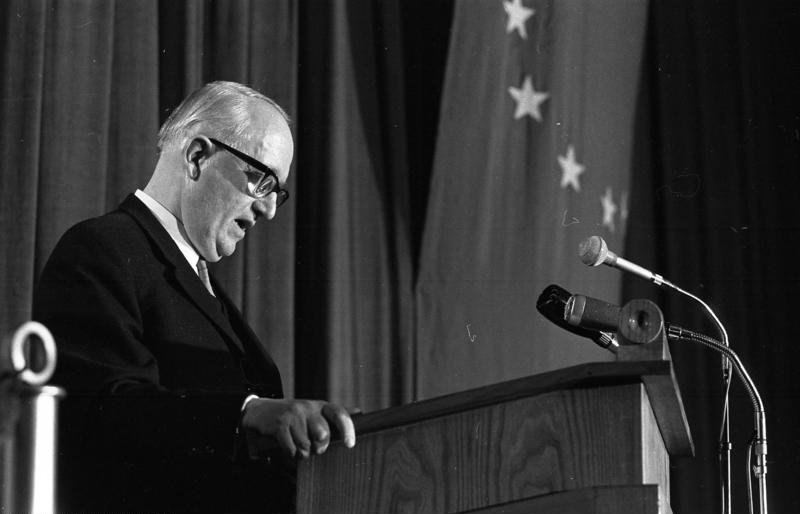
Walter Hallstein là chủ tịch Ủy ban châu Âu đầu tiên

Ủy ban châu Âu hiện tại được thành lập theo Các hiệp ước Roma vào năm 1957 và thay thế Cao ủy Cộng đồng Than Thép châu Âu và Ủy ban Cộng đồng Năng lượng nguyên tử châu Âu vào năm 1967. Chủ tịch Ủy ban đầu tiên là Walter Hallstein, ông bắt đầu xây dựng luật pháp Liên minh châu Âu và tác động đến luật pháp quốc gia. Ban đầu, các quốc gia thành viên không mấy quan tâm đến Ủy ban Hallstein và ông phải nỗ lực chứng tỏ quyền lực của Ủy ban. Với sự trợ giúp của Tòa án Công lý châu Âu, Ủy ban bắt đầu được coi trọng hơn.
Năm 1965, Hallstein đề xuất Chính sách nông nghiệp chung, đề nghị cung cấp nguồn tài chính riêng cho Các cộng đồng châu Âu, tăng cường quyền hạn của Ủy ban và Nghị viện và bãi bỏ quyền phủ quyết đối với các vấn đề nông nghiệp trong Hội đồng Bộ trưởng. Hallstein đích thân soạn thảo đề xuất chứ không phải Ủy viên Nông nghiệp và giành được sự ủng hộ của Nghị viện. Ông trình bày đề xuất của mình trước Nghị viện một tuần trước khi đệ trình lên Hội đồng Bộ trưởng nhằm tạo ra làn sóng ủng hộ hội nhập châu Âu đủ lớn để vượt qua sự phản đối của các quốc gia thành viên. Tuy nhiên, Hallstein đã quá tự tin vào những đề xuất mạo hiểm của mình.

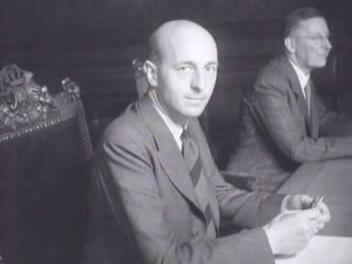
Chủ tịch Ủy ban châu Âu Mansholt mở các cuộc đàm phán gia nhập với Đan Mạch, Ireland, Na Uy và Anh Quốc

Đáp lại đề xuất của Hallstein, Tổng thống Pháp Charles de Gaulle, người vốn hoài nghi về quyền lực siêu quốc gia ngày càng gia tăng của Ủy ban, cáo buộc Hallstein hành động như thể ông là nguyên thủ quốc gia và rút đại diện khỏi Hội đồng Bộ trưởng, gây ra cuộc khủng hoảng ghế trống. Cuộc khủng hoảng được giải quyết theo thỏa hiệp Luxembourg nhưng Hallstein trở thành vật tế thần và không được Hội đồng Liên minh châu Âu gia hạn nhiệm kỳ mặc dù ông là lãnh đạo "năng động" nhất cho đến Jacques Delors.

### 1967–1985
Nhiệm kỳ của Hallstein biến Ủy ban thành một thế lực đáng kể. Vào thập niên 1970, các chủ tịch Ủy ban tham gia vào các dự án chính trị lớn, chẳng hạn như Liên minh tiền tệ châu Âu. Năm 1970, Chủ tịch Ủy ban Jean Rey giành được nguồn tài chính riêng của Cộng đồng châu Âu. Năm 1977, Chủ tịch Ủy ban Roy Jenkins trở thành chủ tịch Ủy ban đầu tiên tham dự hội nghị thượng đỉnh G7 thay mặt cho Cộng đồng châu Âu.
Những khó khăn kinh tế như cuộc khủng hoảng dầu mỏ 1973 và cuộc khủng hoảng năng lượng 1979 làm giảm ưu tiên cho việc hội nhập châu Âu. Các quốc gia thành viên thành lập Hội đồng châu Âu để thảo luận các vấn đề thời sự nhưng không thực hiện được các dự án lớn như Chính sách nông nghiệp chung. Cộng đồng châu Âu bước vào thời kỳ xơ cứng châu Âu do suy thoái kinh tế và bất đồng về ngân sách Cộng đồng châu Âu. Khi Ủy ban Thorn được thành lập vào năm 1981, chủ tịch Ủy ban không có ảnh hưởng đáng kể nào.

### Tập trung quyền hành

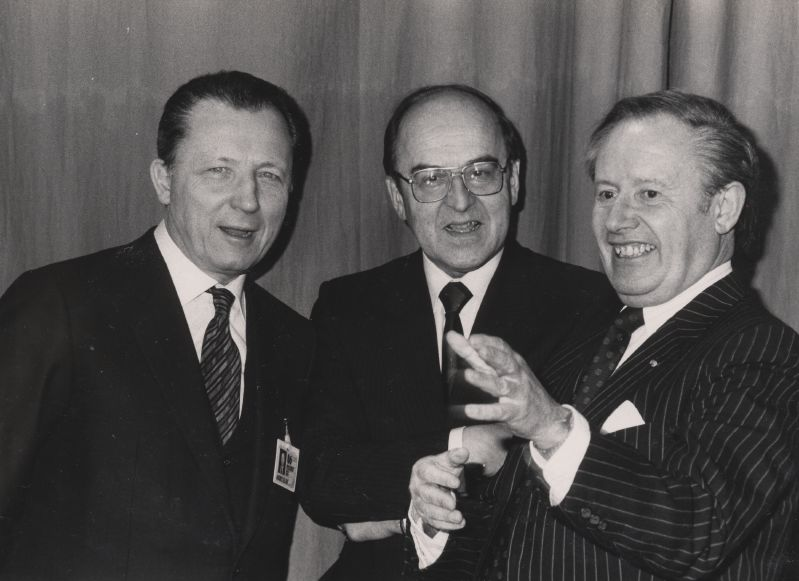
Jacques Delors (bìa trái) và Gaston Thorn (bìa phải)

Quyền lực của Ủy ban bắt đầu phục hồi dưới thời Chủ tịch Ủy ban Jacques Delors. Ông được coi là chủ tịch Ủy ban thành công nhất, được ghi nhận là người đã định hướng và tạo động lực cho Cộng đồng châu Âu. Năm 1992, tờ báo International Herald Tribune viết rằng Delors đã tranh thủ sự ủng hộ của các nước châu Âu đối với một thị trường chung và vận động châu Âu thành lập một liên minh kinh tế, tiền tệ và chính trị mặc dù trước đó ông là một bộ trưởng tài chính ít được biết đến (bên ngoài Pháp) và là cựu nghị sĩ Nghị viện châu Âu.
Delors không chỉ xoay chuyển tình thế của Cộng đồng châu Âu mà còn tập trung quyền lực vào chức vụ chủ tịch Ủy ban. Khi Delors nhậm chức, chủ tịch Ủy ban được coi là primus inter pares; khi mãn nhiệm, ông là biểu tượng và lãnh đạo không thể tranh cãi của Cộng đồng châu Âu. Nhiệm kỳ của Delors tăng cường quyền lực của chủ tịch Ủy ban và Ủy ban. Các hiệp ước sau đó củng cố quyền hạn của chủ tịch Ủy ban, ví dụ như quy định chủ tịch quyết định phân công nhiệm vụ cho các ủy viên và có thể buộc các ủy viên từ chức. Khi Romano Prodi nhậm chức chủ tịch Ủy ban với quyền hạn mới theo Hiệp ước Amsterdam, ông được báo chí gọi là thủ tướng đầu tiên của châu Âu. Delors tăng cường quyền lực của Nghị viện và được Nghị viện ủng hộ nhưng các Ủy ban sau đó không nhận được sự ủng hộ tương tự. Năm 1999, Nghị viện châu Âu buộc Ủy ban Santer từ chức.

### Sự giám sát của Nghị viện châu Âu

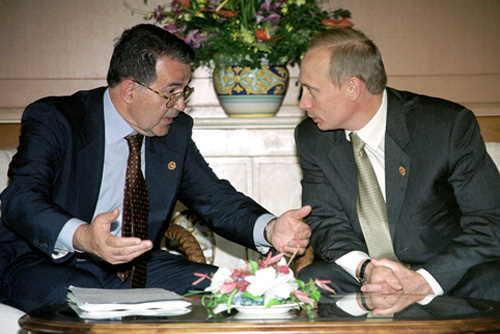
Chủ tịch Ủy ban châu Âu Prodi (trái) và Vladimir Putin (phải)

Theo truyền thống, Hội đồng bổ nhiệm chủ tịch Ủy ban và các ủy viên theo nguyên tắc nhất trí mà không phải tham khảo ý kiến của Nghị viện châu Âu. Năm 1993, Hiệp ước Liên minh châu Âu trao Nghị viện châu Âu quyền được tham khảo ý kiến về việc bổ nhiệm chủ tịch Ủy ban và quyền phủ quyết toàn bộ Ủy ban châu Âu. Nghị viện châu Âu tự trao quyền phủ quyết chủ tịch Ủy ban căn cứ vào quyền được tham khảo ý kiến, được Hội đồng miễn cưỡng chấp nhận. Hiệp ước Amsterdam chính thức quy định quyền phủ quyết chủ tịch Ủy ban châu Âu. Hiệp ước Nice bỏ yêu cầu nhất trí mà quy định Hội đồng bổ nhiệm chủ tịch Ủy ban theo đa số đủ điều kiện, làm gia tăng ảnh hưởng của Nghị viện châu Âu, dẫn đến một thể chế bán đại nghị. Năm 2004, José Manuel Barroso được bầu làm chủ tịch Ủy ban châu Âu nhờ phiếu bầu của phe trung hữu. Sau đó, ông buộc phải từ bỏ lựa chọn ủy viên Ủy ban châu Âu do bị Nghị viện châu Âu đe dọa sẽ không phê chuẩn thành phần Ủy ban của ông.
Năm 2009, Đảng Nhân dân châu Âu ủng hộ Barroso làm ứng cử viên chủ tịch Ủy ban và thắng cử trong cuộc bầu cử Nghị viện châu Âu 2009. Liên minh Tiến bộ Xã hội và Dân chủ đáp lại bằng cách cam kết đề cử một ứng cử viên đối lập tại các cuộc bầu cử trong tương lai. Một lần nữa, Barroso bị Nghị viện châu Âu buộc phải nhượng bộ một số điều về quyền đại diện của Nghị viện châu Âu tại Ủy ban châu Âu và các hội nghị quốc tế. Ngày 7 tháng 9 năm 2010, Barroso trình bày Thông điệp Liên minh châu Âu hàng năm đầu tiên trước Nghị viện châu Âu, tập trung chủ yếu vào tình hình phục hồi kinh tế và nhân quyền của Liên minh châu Âu.

## Bổ nhiệm

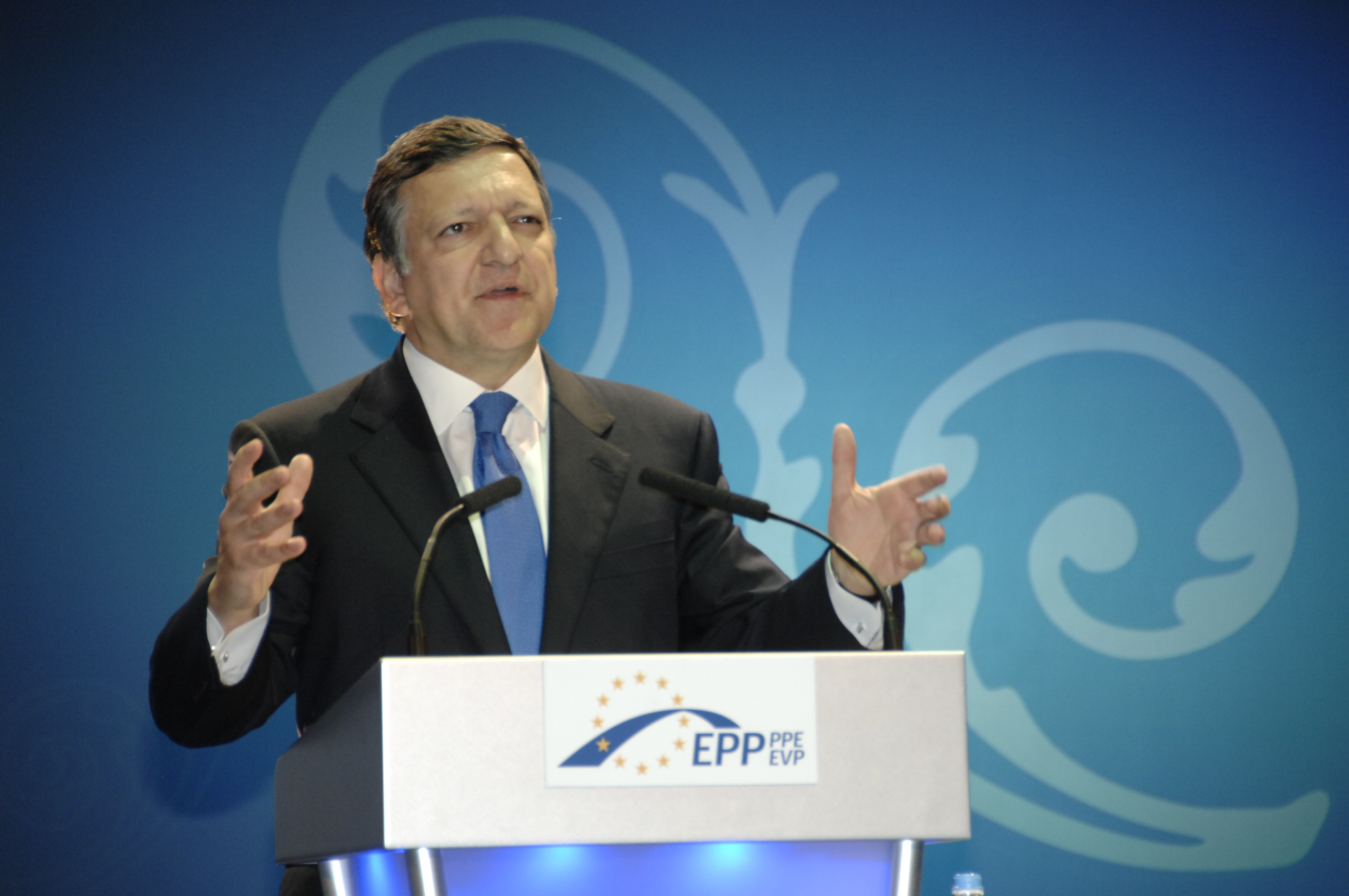
Chủ tịch Ủy ban châu Âu José Manuel Barroso của Đảng Nhân dân châu Âu, là đảng lớn nhất sau cuộc bầu cử Nghị viện châu Âu 2004 và 2009

Điều 17 Hiệp ước Maastricht được Hiệp ước Lisboa sửa đổi quy định quy trình bổ nhiệm chủ tịch Ủy ban châu Âu. Hội đồng châu Âu biểu quyết đề cử một ứng cử viên chủ tịch Ủy ban châu Âu theo đa số đủ điều kiện được tăng cường căn cứ vào kết quả bầu cử Nghị viện châu Âu gần đây nhất. Điều 238 Hiệp ước về hoạt động của Liên minh châu Âu quy định Hội đồng châu Âu biểu quyết theo đa số đủ điều kiện được tăng cường vì đề xuất không phải của Ủy ban châu Âu hoặc Đại diện cấp cao của Liên minh về Chính sách đối ngoại và an ninh.
Đề cử của Hội đồng châu Âu được Nghị viện châu Âu phê chuẩn nếu quá nửa tổng số nghị sĩ biểu quyết tán thành. Sau đó, chủ tịch Ủy ban châu Âu và Hội đồng châu Âu trình Nghị viện châu Âu xem xét danh sách ủy viên Ủy ban châu Âu. Ứng cử viên ủy viên thường phải điều trần trước ủy ban Nghị viện châu Âu phụ trách lĩnh vực tiềm năng. Nếu Nghị viện châu Âu phê chuẩn danh sách ủy viên thì Hội đồng châu Âu bổ nhiệm chủ tịch Ủy ban châu Âu và các ủy viên theo đa số đủ điều kiện.

### Tiêu chí
| Quốc gia                | Chủ tịch | Chủ tịch |
| ----------------------- | -------- | -------- |
| Luxembourg              |          | 3        |
| Pháp                    |          | 2        |
| Đức                     |          | 2        |
| Ý                       |          | 2        |
| Bỉ                      |          | 1        |
| Hà Lan                  |          | 1        |
| Bồ Đào Nha              |          | 1        |
| Anh Quốc                |          | 1        |
| Tây Ban Nha (tạm quyền) |          | 1        |

Ứng cử viên chủ tịch Ủy ban châu Âu thường là một chính trị gia quốc gia hàng đầu. Việc lựa chọn chủ tịch Ủy ban châu Âu phải căn cứ vào kết quả bầu cử Nghị viện châu Âu gần đây nhất, ví dụ như chọn ứng cử viên được chính đảng châu Âu lớn nhất ủng hộ mà về sau được gọi là quy chế ứng cử viên chính. Năm 2004, Đảng Nhân dân châu Âu thắng cử gây sức ép để đề cử một ứng cử viên trong hàng ngũ của mình. Cuối cùng, José Manuel Barroso, ứng cử viên của Đảng Nhân dân châu Âu, được chọn làm chủ tịch Ủy ban châu Âu.
Những tiêu chí khác tác động đến việc lựa chọn chủ tịch Ủy ban châu Âu bao gồm khu vực châu Âu của ứng cử viên (Nam Âu được ưu tiên vào năm 2004); uy tín chính trị; trình độ ngôn ngữ (Pháp yêu cầu ứng cử viên phải biết tiếng Pháp) và mức độ hội nhập châu Âu của quốc gia của ứng cử viên (quốc gia phải là thành viên Khu vực đồng euro và Hiệp ước Schengen).

### Ứng cử viên chính

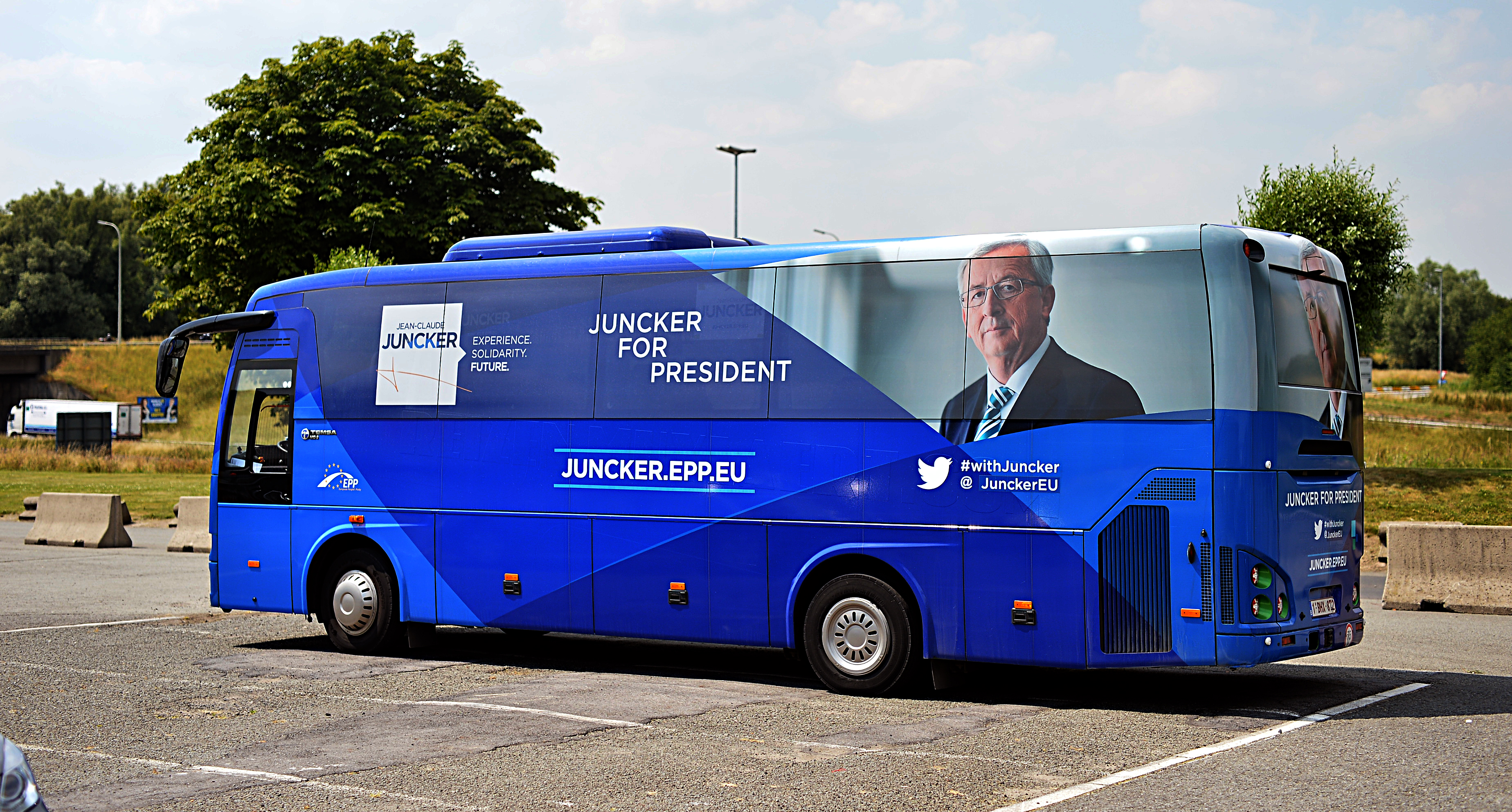
Xe buýt tranh cử của Jean-Claude Juncker của Đảng Nhân dân châu Âu.

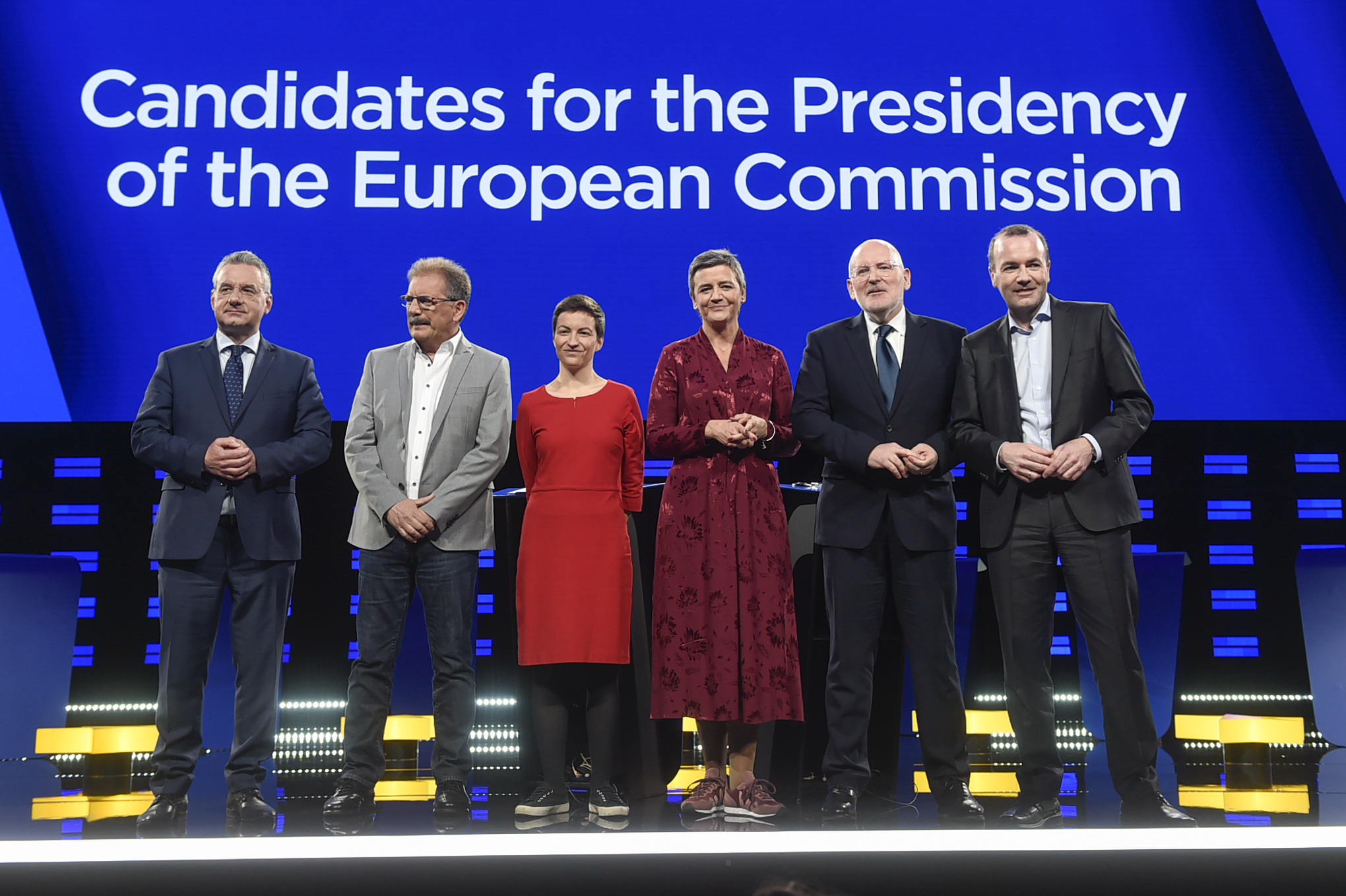
Ứng cử viên chủ tịch Ủy ban châu Âu tại Eurovision Debate (tháng 5 năm 2019). Từ trái sang phải: Zahradil, Cué, Keller, Vestager, Timmermans, Weber

Quy trình đề cử ứng cử viên chính (Spitzenkandidat) có mục đích liên kết việc lựa chọn chủ tịch Ủy ban châu Âu với kết quả bầu cử Nghị viện châu Âu bằng cách yêu cầu mỗi chính đảng châu Âu (khác với các nhóm chính trị của Nghị viện châu Âu) đề cử ứng cử viên chủ tịch Ủy ban châu Âu trước cuộc bầu cử Nghị viện châu Âu. Ứng cử viên chính của đảng lớn nhất (hoặc liên minh các đảng chiếm đa số) sau đó sẽ đảm nhiệm chức chủ tịch Ủy ban châu Âu. Quy trình này được tiến hành lần đầu tiên vào năm 2014 và bị một số thành viên Hội đồng châu Âu chỉ trích (Thủ tướng Anh và Hungary biểu quyết chống lại việc Đảng Nhân dân châu Âu đề cử Jean-Claude Juncker làm ứng cử viên chính.

## Nhiệm kỳ
Nhiệm kỳ của chủ tịch Ủy ban châu Âu là năm năm và bắt đầu năm tháng sau khi Nghị viện châu Âu được bầu xong theo Hiệp ước Maastricht và cuộc bầu cử được tổ chức mỗi năm năm vào tháng 6 (vào những năm có số tận cùng là 4 và 9). Trước đó, Ủy ban châu Âu có nhiệm kỳ bốn năm. Sự đồng bộ này liên kết cuộc bầu cử và bản thân chủ tịch Ủy ban châu Âu chặt chẽ hơn với việc ho các đảng đề cử ứng cử viên chính.
Chủ tịch Ủy ban châu Âu có thể bị Nghị viện châu Âu bỏ phiếu bất tín nhiệm. Nghị viện châu Âu chưa bao giờ bỏ phiếu bất tín nhiệm nhưng việc dự kiến bỏ phiếu bất tín nhiệm Jacques Santer vào năm 1999 về những cáo buộc quản lý tài chính yếu kém khiến ông từ chức.

## Nhiệm vụ và quyền hạn
Chủ tịch Ủy ban châu Âu là chức danh có quyền lực nhất trong Liên minh châu Âu, là người đứng đầu Ủy ban châu Âu, có quyền trình dự luật Liên minh châu Âu (chỉ về các vấn đề được các quốc gia thành viên ủy quyền theo quy định của các hiệp ước) và chịu trách nhiệm đảm bảo thi hành pháp luật. Chủ tịch Ủy ban châu Âu quyết định chương trình nghị sự của Ủy ban châu Âu và đề xuất các chính sách của Ủy ban châu Âu.
Chủ tịch Ủy ban châu Âu có nhiệm vụ định hướng, lãnh đạo Ủy ban châu Âu nói riêng và Liên minh châu Âu nói chung. Điều 219 Các hiệp ước Roma quy định Ủy ban châu Âu hoạt động dưới sự chỉ đạo chính trị của chủ tịch Ủy ban châu Âu. Chủ tịch Ủy ban châu Âu triệu tập và chủ trì các phiên họp của Hội đồng Ủy viên và các cuộc họp của mỗi ủy viên. Chủ tịch Ủy ban châu Âu cũng có thể buộc một ủy viên từ chức. Ủy ban châu Âu hoạt động theo nguyên tắc trách nhiệm tập thể của nội các và vai trò của chủ tịch Ủy ban châu Âu tương tự như vai trò của thủ tướng.

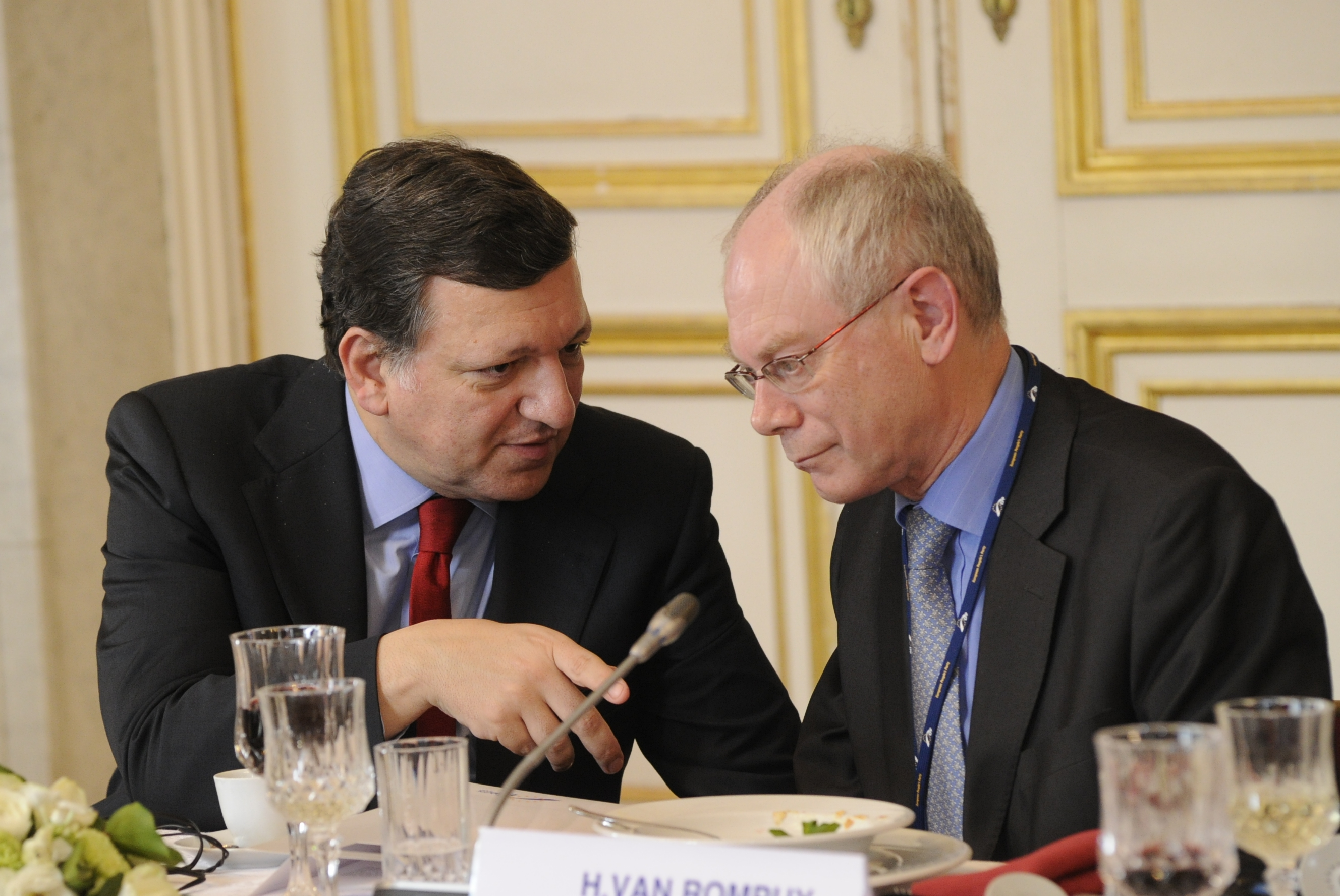
Chủ tịch Ủy ban châu Âu Barroso (trái) và chủ tịch Hội đồng châu Âu Herman Van Rompuy (phải)

Chủ tịch Ủy ban châu Âu cũng thay mặt Ủy ban châu Âu về đối nội và đối ngoại. Chủ tịch Ủy ban châu Âu là thành viên Hội đồng châu Âu và tham dự phiên họp Nghị viện châu Âu và Hội đồng Liên minh châu Âu. Về đối ngoại, chủ tịch Ủy ban châu Âu tham dự hội nghị thượng đỉnh G8 nhưng phải cạnh tranh với Đại diện cấp cao về Chính sách đối ngoại và an ninh chung và chủ tịch Hội đồng châu Âu.

## Lương bổng

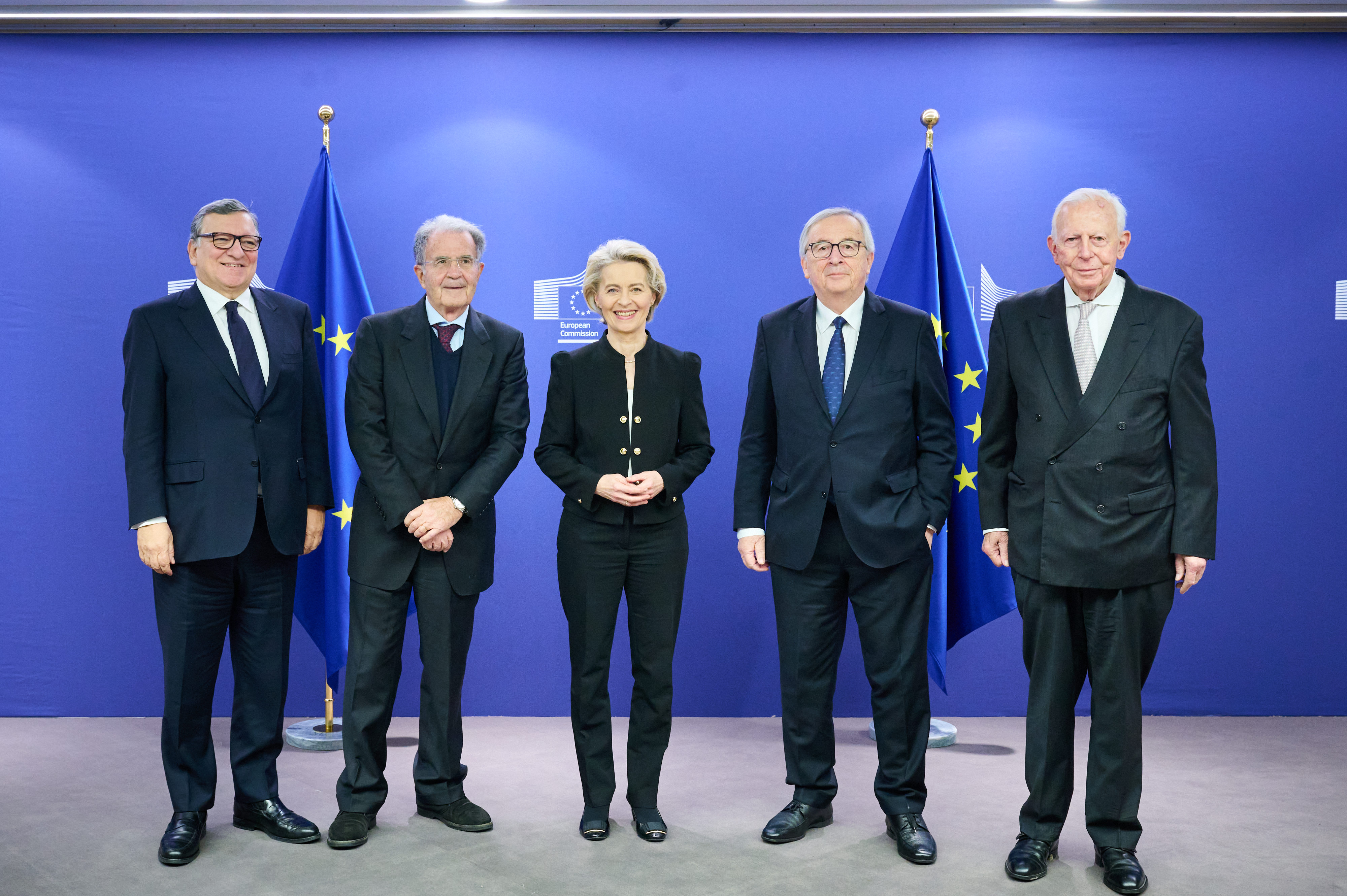
Từ trái sang phải: các Chủ tịch Ủy ban châu Âu Barroso, Prodi, Von der Leyen, Juncker và Santer năm 2024

Mức lương cơ bản hàng tháng của chủ tịch Ủy ban châu Âu được quy định ở mức 138% của bậc lương công chức cao nhất. Năm 2013, mức lương của chủ tịch Ủy ban châu Âu là 304.212 euro mỗi năm cộng với trợ cấp nhà ở bằng 15% mức lương và các khoản trợ cấp khác bao gồm học phí cho con cái và sinh hoạt phí.

## Danh sách chủ tịch Ủy ban châu Âu
Sau khi có hiệu lực vào năm 2009, Hiệp ước Lisboa đổi tên Ủy ban Cộng đồng châu Âu thành Ủy ban Liên minh châu Âu, phản ánh tên gọi trên thực tế cũng như việc hệ thống tam trụ của Liên minh châu Âu, bao gồm Các cộng đồng châu Âu, đã bị bãi bỏ.
| N. | Ảnh             | Họ tên (Năm sinh–Năm mất)            | Quốc tịch   | Nhậm chức            | Mãn nhiệm            | Ủy ban               | Đảng                                        | Đảng đoàn | Đảng đoàn                              | Bầu cử                                 | Tham khảo     |
| -- | --------------- | ------------------------------------ | ----------- | -------------------- | -------------------- | -------------------- | ------------------------------------------- | --------- | -------------------------------------- | -------------------------------------- | ------------- |
| 1  |                 | Walter Hallstein (1901–1982)         | Tây Đức     | 1 tháng 1 năm 1958   | 5 tháng 7 năm 1967   | Hallstein            | Liên minh Dân chủ Kitô giáo Đức             |           | Dân chủ Kitô giáo                      | –                                      | [ 42 ]        |
| 1  | 9 năm, 185 ngày | Walter Hallstein (1901–1982)         | Tây Đức     |                      |                      | Hallstein            | Liên minh Dân chủ Kitô giáo Đức             |           | Dân chủ Kitô giáo                      | –                                      | [ 42 ]        |
| 2  |                 | Jean Rey (1902–1983)                 | Bỉ          | 6 tháng 7 năm 1967   | 1 tháng 7 năm 1970   | Rey                  | PLP                                         |           | Đảng Dân chủ Tự do và Cải cách châu Âu | –                                      | [ 43 ]        |
| 2  | 2 năm, 361 ngày | Jean Rey (1902–1983)                 | Bỉ          |                      |                      | Rey                  | PLP                                         |           | Đảng Dân chủ Tự do và Cải cách châu Âu | –                                      | [ 43 ]        |
| 3  |                 | Franco Maria Malfatti (1927–1991)    | Ý           | 2 tháng 7 năm 1970   | 21 tháng 3 năm 1972  | Malfatti             | DC                                          |           | Dân chủ Kitô giáo                      | –                                      | [ 44 ]        |
| 3  | 1 năm, 264 ngày | Franco Maria Malfatti (1927–1991)    | Ý           |                      |                      | Malfatti             | DC                                          |           | Dân chủ Kitô giáo                      | –                                      | [ 44 ]        |
| 4  |                 | Sicco Mansholt (1908–1995)           | Hà Lan      | 22 tháng 3 năm 1972  | 5 tháng 1 năm 1973   | Mansholt             | Công đảng (Hà Lan)                          |           | Liên minh Tiến bộ Xã hội và Dân chủ    | –                                      | [ 45 ] [ 46 ] |
| 4  | 290 ngày        | Sicco Mansholt (1908–1995)           | Hà Lan      |                      |                      | Mansholt             | Công đảng (Hà Lan)                          |           | Liên minh Tiến bộ Xã hội và Dân chủ    | –                                      | [ 45 ] [ 46 ] |
| 5  |                 | François-Xavier Ortoli (1925–2007)   | Pháp        | 6 tháng 1 năm 1973   | 5 tháng 1 năm 1977   | Ortoli               | UDR                                         |           | Dân chủ Tiến bộ châu Âu                | –                                      | [ 47 ] [ 48 ] |
| 5  | 4 năm           | François-Xavier Ortoli (1925–2007)   | Pháp        |                      |                      | Ortoli               | UDR                                         |           | Dân chủ Tiến bộ châu Âu                | –                                      | [ 47 ] [ 48 ] |
| 6  |                 | Roy Jenkins (1920–2003)              | Anh Quốc    | 6 tháng 1 năm 1977   | 5 tháng 1 năm 1981   | Jenkins              | Công Đảng Anh                               |           | Liên minh Tiến bộ Xã hội và Dân chủ    | –                                      | [ 49 ] [ 50 ] |
| 6  | 4 năm           | 4 năm                                | Anh Quốc    | 1979                 |                      | Jenkins              | Công Đảng Anh                               |           | Liên minh Tiến bộ Xã hội và Dân chủ    |                                        | [ 49 ] [ 50 ] |
| 7  |                 | Gaston Thorn (1928–2007)             | Luxembourg  | 1979                 | 6 tháng 1 năm 1981   | 5 tháng 1 năm 1985   | Thorn                                       | DP        |                                        | Đảng Dân chủ Tự do và Cải cách châu Âu | [ 51 ]        |
| 7  | 4 năm           | Gaston Thorn (1928–2007)             | Luxembourg  | 1979                 |                      |                      | Thorn                                       | DP        |                                        | Đảng Dân chủ Tự do và Cải cách châu Âu | [ 51 ]        |
| 8  |                 | Jacques Delors (1925–2023)           | Pháp        | 6 tháng 1 năm 1985   | 22 tháng 1 năm 1995  | Delors               | Đảng Xã hội (Pháp)                          |           | Liên minh Tiến bộ Xã hội và Dân chủ    | 1984 1989                              | [ 52 ]        |
| 8  | 10 năm, 17 ngày | Jacques Delors (1925–2023)           | Pháp        |                      |                      | Delors               | Đảng Xã hội (Pháp)                          |           | Liên minh Tiến bộ Xã hội và Dân chủ    | 1984 1989                              | [ 52 ]        |
| 9  |                 | Jacques Santer (sinh năm 1937)       | Luxembourg  | 23 tháng 1 năm 1995  | 15 tháng 3 năm 1999  | Santer               | CSV                                         |           | Đảng Nhân dân châu Âu                  | 1994                                   | [ 53 ]        |
| 9  | 4 năm, 51 ngày  | Jacques Santer (sinh năm 1937)       | Luxembourg  |                      |                      | Santer               | CSV                                         |           | Đảng Nhân dân châu Âu                  | 1994                                   | [ 53 ]        |
| –  |                 | Manuel Marín (1949–2017) Tạm quyền   | Tây Ban Nha | 15 tháng 3 năm 1999  | 15 tháng 9 năm 1999  | Santer               | Đảng Công nhân Xã hội chủ nghĩa Tây Ban Nha |           | Liên minh Tiến bộ Xã hội và Dân chủ    | 1994                                   | [ 54 ]        |
| –  | 185 ngày        | Manuel Marín (1949–2017) Tạm quyền   | Tây Ban Nha |                      |                      | Santer               | Đảng Công nhân Xã hội chủ nghĩa Tây Ban Nha |           | Liên minh Tiến bộ Xã hội và Dân chủ    | 1994                                   | [ 54 ]        |
| 10 |                 | Romano Prodi (sinh năm 1939)         | Ý           | 16 tháng 9 năm 1999  | 21 tháng 11 năm 2004 | Prodi                | Democrats                                   |           | Đảng Dân chủ Tự do và Cải cách châu Âu | 1999                                   | [ 55 ]        |
| 10 | 5 năm, 66 ngày  | Romano Prodi (sinh năm 1939)         | Ý           |                      |                      | Prodi                | Democrats                                   |           | Đảng Dân chủ Tự do và Cải cách châu Âu | 1999                                   | [ 55 ]        |
| 11 |                 | José Manuel Barroso (sinh năm 1956)  | Bồ Đào Nha  | 22 tháng 11 năm 2004 | 31 tháng 10 năm 2014 | Barroso              | PSD                                         |           | Đảng Nhân dân châu Âu                  | 2004 2009                              | [ 56 ] [ 57 ] |
| 11 | 9 năm, 344 ngày | José Manuel Barroso (sinh năm 1956)  | Bồ Đào Nha  |                      |                      | Barroso              | PSD                                         |           | Đảng Nhân dân châu Âu                  | 2004 2009                              | [ 56 ] [ 57 ] |
| 12 |                 | Jean-Claude Juncker (sinh năm 1954)  | Luxembourg  | 1 tháng 11 năm 2014  | 30 tháng 11 năm 2019 | Juncker              | CSV                                         |           | Đảng Nhân dân châu Âu                  | 2014                                   | [ 58 ] [ 59 ] |
| 12 | 5 năm, 29 ngày  | Jean-Claude Juncker (sinh năm 1954)  | Luxembourg  |                      |                      | Juncker              | CSV                                         |           | Đảng Nhân dân châu Âu                  | 2014                                   | [ 58 ] [ 59 ] |
| 13 |                 | Ursula von der Leyen (sinh năm 1958) | Đức         | 1 December 2019      | Đương nhiệm          | Von der Leyen I · II | Liên minh Dân chủ Kitô giáo Đức             |           | Đảng Nhân dân châu Âu                  | 2019 2024                              | [ 60 ] [ 61 ] |
| 13 | 5 năm, 113 ngày | Ursula von der Leyen (sinh năm 1958) | Đức         |                      |                      | Von der Leyen I · II | Liên minh Dân chủ Kitô giáo Đức             |           | Đảng Nhân dân châu Âu                  | 2019 2024                              | [ 60 ] [ 61 ] |